# Velká Británie na Letních olympijských hrách 1976
Velkou Británii na Letních olympijských hrách v roce 1976 v kanadském Montréalu reprezentovalo 242 sportovců (176 mužů a 66 žen) v 17 sportovních odvětvích.

## Medailová umístění
| Medaile | Jméno | Sport           | Disciplína                          |
| ------- | --- | --------------- | ----------------------------------- |
| Zlato   | John Osborn Reg White | Jachting        | Třída Tornado                       |
| Zlato   | Jim Fox Danny Nightingale Adrian Parker                                                                                             | Moderní pětiboj | Družstvo mužů                       |
| Zlato   | David Wilkie | Plavání         | Muži 200 m prsa                     |
| Stříbro | Keith Remfry | Judo            | Muži bez rozdílu vah                |
| Stříbro | Michael Hart Chris Baillieu | Veslování       | Muži dvojskif                       |
| Stříbro | James Clark Tim Crooks Richard Lester Hugh Matheson David Maxwell Leonard Robertson John Yallop Patrick Sweeney Frederick Smallbone | Veslování       | Muži osmiveslice                    |
| Stříbro | David Wilkie | Plavání         | Muži 100 m prsa                     |
| Stříbro | Julian Brooke Houghton Rodney Pattisson (Helmsman)                                                                                  | Jachting        | Třída Flying Dutchman               |
| Bronz   | Brendan Foster | Atletika        | Muži běh na 10 000 m                |
| Bronz   | Patrick Cowdell | Box             | Muži váha bantamová do 54 kg        |
| Bronz   | Ian Banbury Michael Bennett Robin Croker Ian Hallam                                                                                 | Cyklistika      | Družstvo mužů 4 000 m stíhací závod |
| Bronz   | David Starbrook | Judo            | Muži do 93 kg                       |
| Bronz   | Alan McClatchey David Dunne Gordon Downie Brian Brinkley                                                                            | Plavání         | Muži štafeta 4x200m volný způsob    |